# オーストラリアの交通

統計における地域区分によってオーストラリアを地理的に分割した上で、2011年国勢調査時点において各地域で交通、郵便、倉庫業に従事する成人が地域全体の成人人口に占める割合を示した図。

オーストラリアにおける貨物輸送（10億トンキロ）

オーストラリアの輸送機関には、多くの種類がある。この国では、道路交通の依存度が高く、舗装された滑走路のある空港が300以上存在する。旅客向けの広範囲の鉄道路線網は、多くの地方と主な都市圏の中心部を結んでいる。
一方貨物輸送においては、鉄道は道路輸送を上回る過半数のシェアを持つ。鉱業部門では、輸出港へ生産物を輸送するために、鉄道を大きく使用している。

## 道路

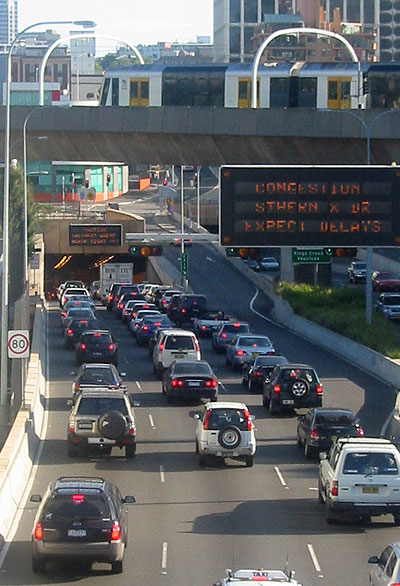
シドニーの東部郊外線は、イースタン・ディストリビューター高速道路を通る

オーストラリアの人口あたりの自動車所有台数は世界で2番目に高い水準にある。1人当たりの道路延長はヨーロッパの3倍から4倍であり、アジアの7倍から9倍となっている。また、オーストラリアは、世界で3番目に1人当たりの燃料消費量が多い。パース、アデレード及びブリスベンは、世界で最も自動車の依存度が高い都市として挙げられ、この後にシドニー、メルボルンが続く。さらにオーストラリアは、アメリカやカナダには及ばないものの、自動車（または同様の乗り物）による走行距離が世界で最も長い国の一つである。
オーストラリアの道路は、3つの異なったカテゴリに分類される。これは、連邦ハイウェイ、州立ハイウェイ、地方道路である。道路網の総延長は、913,000 kmであり、以下のように分類される。
- 舗装: 353,331 km (3,132 kmの高速道路を含む)
- 未舗装: 559,669 km (1996年推計)

オーストラリアの道路トンネルの大多数は、都市圏内への交通渋滞を解消するため、あるいは大きな水域を横断する目的で1990年以降に建設されてきたものである。

## 公共交通機関
ガソリン価格の上昇、交通渋滞の増加が、都市の公共交通機関の利用が再び増加している要因であると考えられている。

### 市内公共交通機関

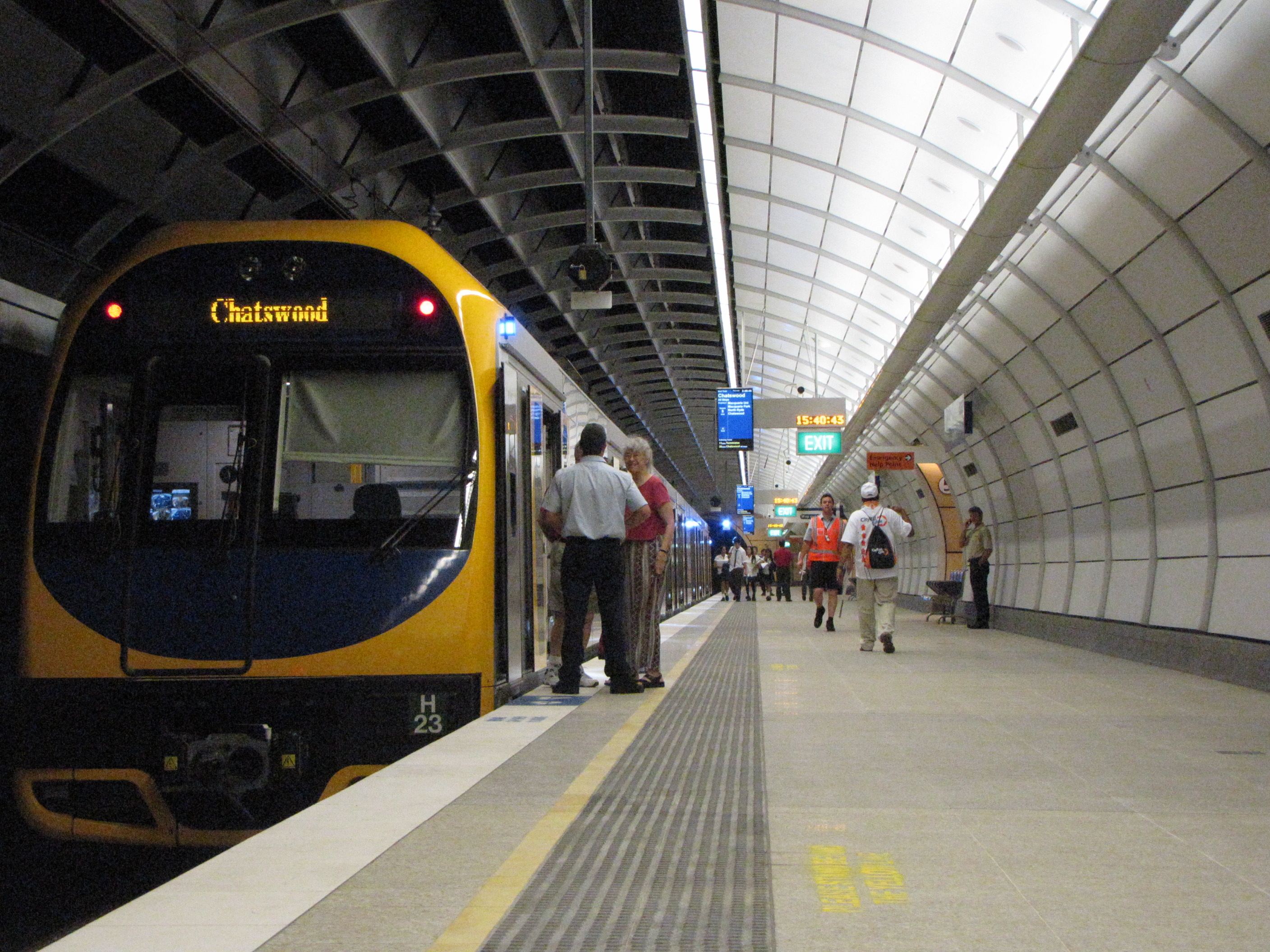
シドニー・トレインズの路線にあるエッピング駅

下表では、オーストラリアの主要都市と現在運営されているマルチモード市内公共交通機関網が共に記載されている。
マルチモード交通網のないオーストラリアの州都は、完全にバスに依存しているキャンベラ及びダーウィンのみである。キャンベラはライトレール線（キャピタルメトロ）を計画しており、この路線は既存のバス路線と繋がって、2018年に開通することが期されている。
オーストラリアの路面電車は、過去に国内のたくさんの町やいくつかの都市で走っていたが、大部分が1970年代以前に廃止された。メルボルンは、例外であり、今日では世界の都市でも最大級のトラムネットワークを誇っている。ローンセストン、ジーロング、バララット、ベンディゴ、ロックハンプトンといった主な地方都市では、マルチモデル公共交通網を以前促進していた。
下の表では、オーストラリアの大都市の公共交通機関網の概要を示している。表には、観光用または遺産の交通機関（シーワールドの私有モノレールや観光用のヴィクター湾馬車鉄道など）を含まない。
| 都市             | 概要                           | ネットワーク名                         | バス | 通勤列車     | ライトレール              | モノレール | 船           |
| ---------------- | ------------------------------ | -------------------------------------- | ---- | ------------ | ------------------------- | ---------- | ------------ |
| アデレード       | アデレードの公共交通機関       | アデレード・メトロ                     | Yes  | Yes          | Yes                       |            |              |
| ブリスベン       | ブリスベンの公共交通機関       | トランスリンク                         | Yes  | Yes          |                           |            | Yes          |
| ダーウィン       | ダーウィンの公共交通機関       |                                        | Yes  |              |                           |            | 専用アクセス |
| ゴールドコースト | ゴールドコーストの公共交通機関 | トランスリンク                         | Yes  | Yes          | Yes                       | Yes        |              |
| ホバート         | ホバートの公共交通機関         | メトロ                                 | Yes  |              |                           |            | Yes          |
| メルボルン       | メルボルンの公共交通機関       | パブリック・トランスポート・ビクトリア | Yes  | Yes          | Yes                       |            | 専用アクセス |
| ニューカッスル   | ニューカッスルのバス路線       | NSW交通                                | Yes  | 専用アクセス |                           |            |              |
| パース           | パースの公共交通機関           | トランスパース                         | Yes  | Yes          | MAX (2016-2018年完成予定) |            | Yes          |
| シドニー         | シドニーの公共交通機関         | NSW交通                                | Yes  | Yes          | Yes                       | 2013年廃止 | Yes          |

## 都市間鉄道

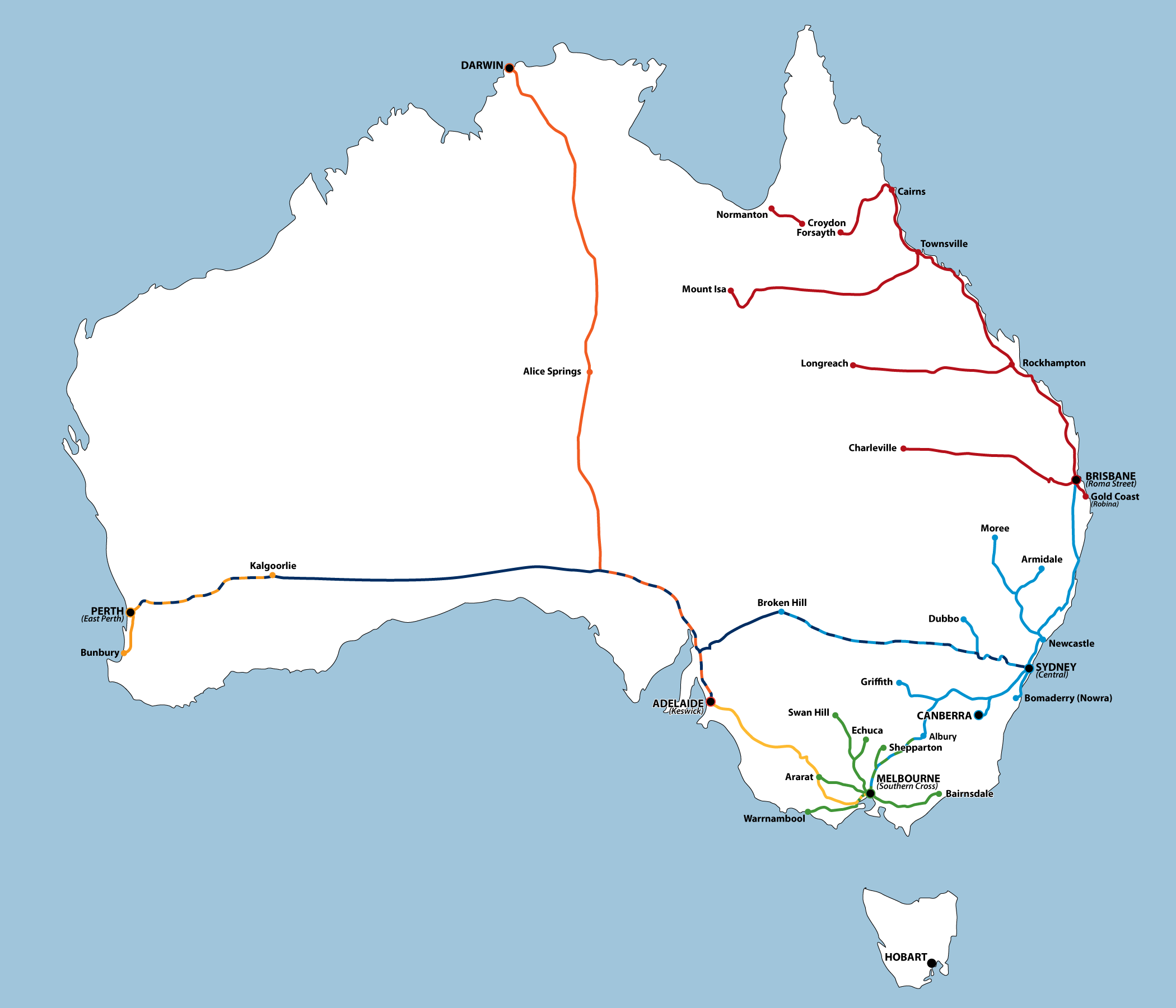
オーストラリアの旅客鉄道
州政府運営の鉄道:
QR シティートレイン、トラベルトレイン
カントリーリンク、シドニー・トレインズ
V/Line
トランスwa
グレートサザンレールウェイ:
インディアンパシフィック
ジ・オーバーランド
ザ・ガン

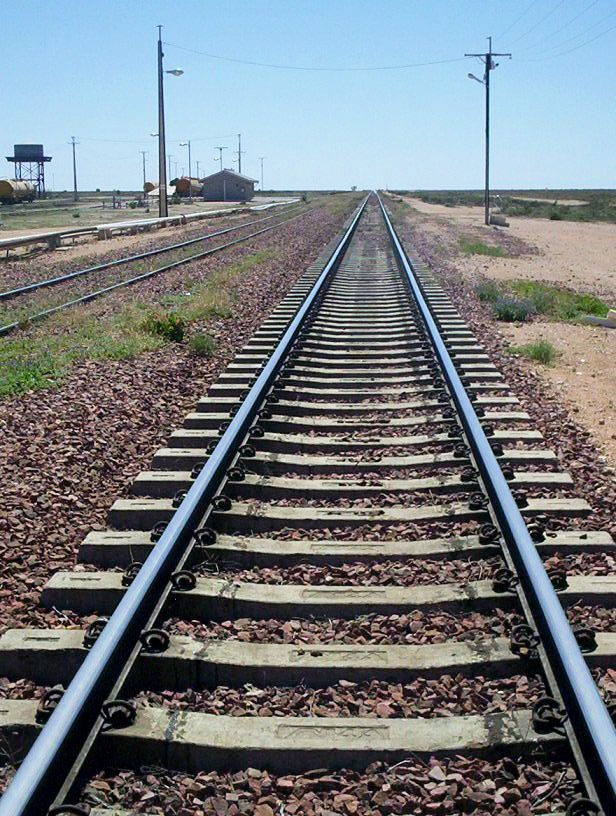
トランスオーストラリア鉄道の眺め

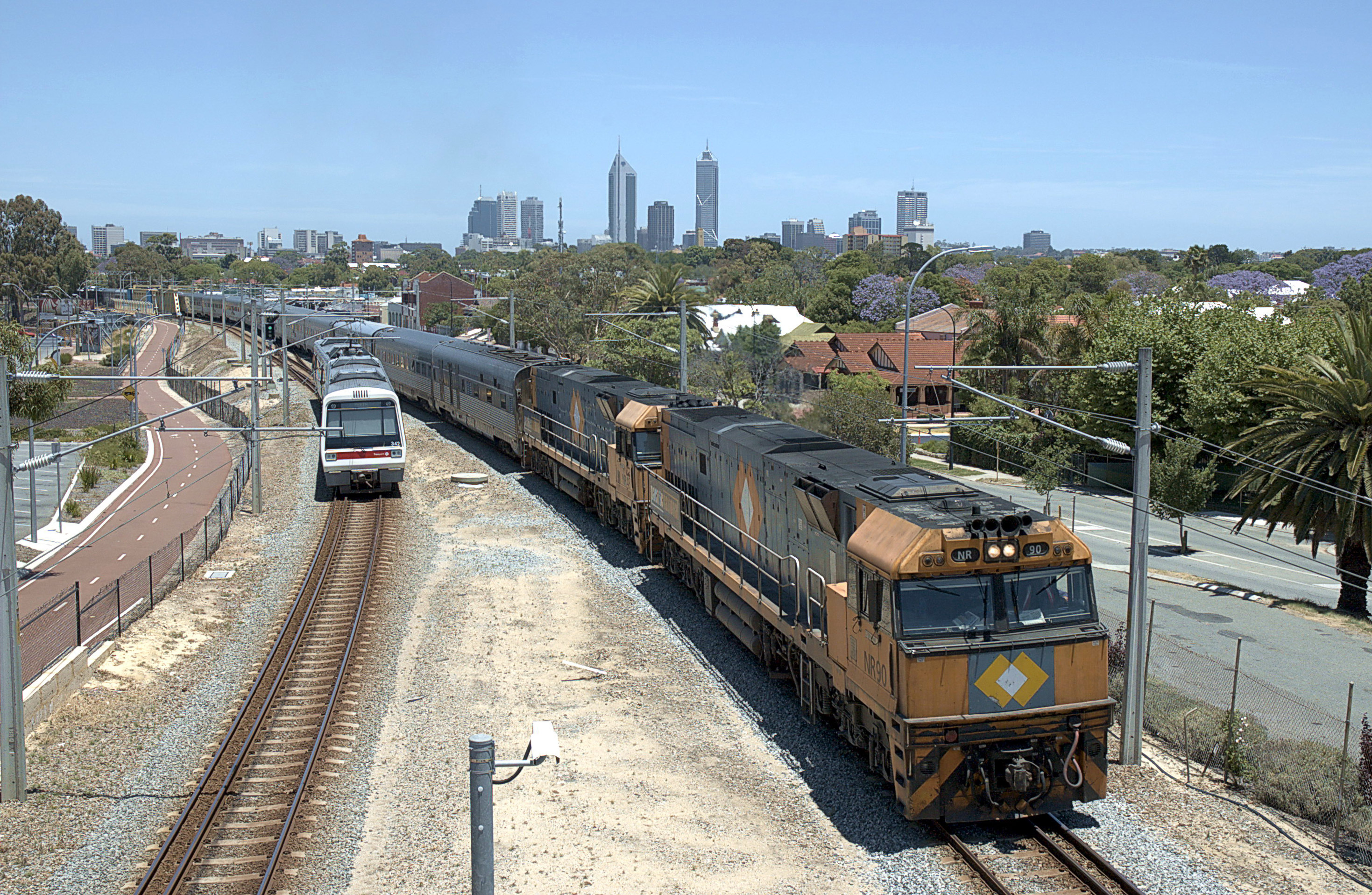
パースのインディアンパシフィック

鉄道網は大きく、線路の総延長は33,819 km（2,540 kmは電化）である。3,719 kmは広軌、15,422 kmは標準軌、14,506 kmは狭軌、172 kmは三線軌条となっている。鉄道は、様々な植民地で違った日に始まった。私鉄は、最初の路線を開通させ、巨大でありながら当時人口密度が低かった大陸で成功しようと努力したが、国有鉄道に圧倒されてしまった。植民地では、ロンドンから共通の軌間を選ぶように助言がなされたが、結局異なった軌間のままになってしまった。

### 州間鉄道
サーコ・アジアパシフィックによって所有されるグレートサザンレールウェイは、インディアンパシフィック（シドニー-アデレード-パース）、ザ・ガン（アデレード-アリススプリングス-ダーウィン）、ジ・オーバーランド（メルボルン-アデレード）の3路線を運営している。NSWは、ブリスベン、キャンベラ及びメルボルンをシドニー経由で結ぶカントリーリンクを運営する。アリススプリングスからダーウィンまでのザ・ガンの拡張が2004年に完了し、本土の全ての州都は初めて標準軌によって結ばれることとなった。

### 州内・都市鉄道
政府と私鉄の協力によって運営されている様々な州・都市路線があり、この中には著名なV/Line（ビクトリア州の地方鉄道、バス）やメルボルン鉄道網を運営するメトロ・トレインズ・メルボルン、シドニー・トレインズ、カントリーリンクなどのニューサウスウェールズ州内の全ての旅客鉄道を運営するニューサウスウェールズ鉄道、トラベルトレインやシティートレインを運営するクイーンズランド鉄道（QR）、トランスリンクの南東クイーンズランド通勤列車網及び西オーストラリア州の鉄道やバス路線を運営するトランスwaも含まれる。

### 地下鉄
オーストラリアの主要都市には、完全に自立した地下鉄システムが存在しない。メルボルン、シドニー、ブリスベン、パースのシステムは、すべて地下が部分的である。メルボルンでは、メトロと名の付く新しい路線が計画されているが、郊外の鉄道と乗り入れを行っておりフットスクレイとは分けられないため、地下鉄の基準を満たしていない。シドニーの「ヨーロッパスタイル」地下鉄の計画は、郊外路線網に地下線を加えることから延期された。

### 鉱山鉄道
4つの鉱山鉄道が、西オーストラリア州北西部の港へ鉄鉱石を運んでいる。これらの鉄道は、他の交通を伴わず、他の全ての鉄道から砂漠によって隔てられている。路線は標準軌で、アメリカの最も厳しい基準で構築されている。
2006年には、5番目の鉄鉱石鉄道がフォーテスキュー・メタルズ・グループより提案される一方、6番目の共通運搬鉄道がジェラルトンの真北にあるオーカジーの港への路線も提案されている。

### 産業鉄道
クイーンズランド州には、およそ15の砂糖工場が機械へサトウキビを届ける狭軌（2 ft  (610 mm)）の産業鉄道を所有している。

## パイプライン
パイプラインシステム：
- 石油: 2,500 km
- 石油製品: 500 km
- 天然ガス: 5,600 km
- 水道
  - パースからカルグーリー - ゴールドフィールズ給水計画（英語版）
  - マレー川のあるモーガン（英語版）からアデレード、ワイアラ、ポートリンカーン
  - コルビナビン（英語版）近くのワランガ西海峡からベンディゴ、バララット - ゴールドフィールズ・スーパーパイプ

建設中・計画中のプロジェクト：

ビクトリア州
- ゴールバーン川からメルボルンの棒砂糖貯蔵庫（南北パイプライン（英語版）または棒砂糖パイプラインと呼ばれる） - 2010年2月にメルボルンと結ばれた[11]
- ウィンメラ（英語版）-ザ・マリー（英語版）パイプライン - 2006年11月建設開始、2010年4月完成[12]
- メルボルン-ジーロングパイプライン - 2012年3月に完成[13]
- ロックランズ貯水池-グランピアン・ヘッドワークスパイプライン（ハミルトン（英語版） - グランピアン) - 2008年12月建設開始、2010年完成

## 水路
オーストラリア内陸水路は、商用輸送の重要な手段ではない。19世紀には、外輪船が、羊毛、小麦などの輸送のため、マレー＝ダーリング水界で使用されていた。しかし、水位が安定しないため、1年の大半に亘って大部分の川が不通となっている。。汽船は、鉄道や道路交通と競争するほどの勢力はない。従って、今日では、内陸水路は個人のレクリエーションのために偏っている。

## 港湾

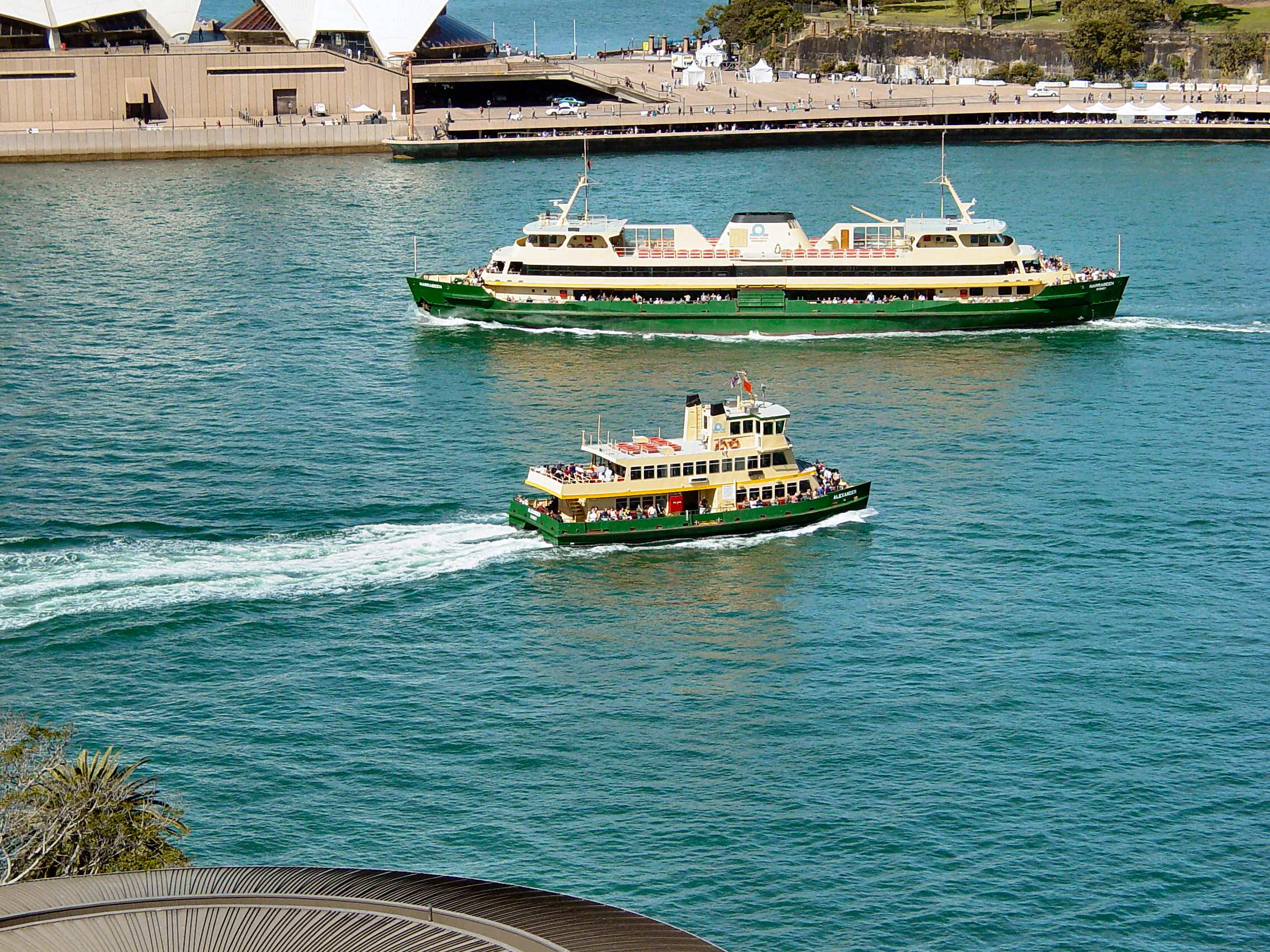
シドニーのフェリー

1984年からの水運業雇用人数（1,000人）

### 本土

#### 主要港
- アデレード、ブリスベン、ケアンズ、ダーウィン、フリーマントル、ジーロング、グラッドストーン（英語版）、ポートリンカーン、マッカイ、メルボルン、ニューカッスル、ポートランド（英語版）、シドニー、タウンズビル、ウロンゴン

#### 鉄鉱
- ダンピア（英語版）
- ポートヘッドランド
- ジェラルトン
- オーカジー（英語版） - 2006年提案
- エスペランス
- ポートリンカーン - 2007年

### タスマニア
- バーニー（英語版）
- デボンポート
- ローンセストン
- ホバート

## 海運貿易

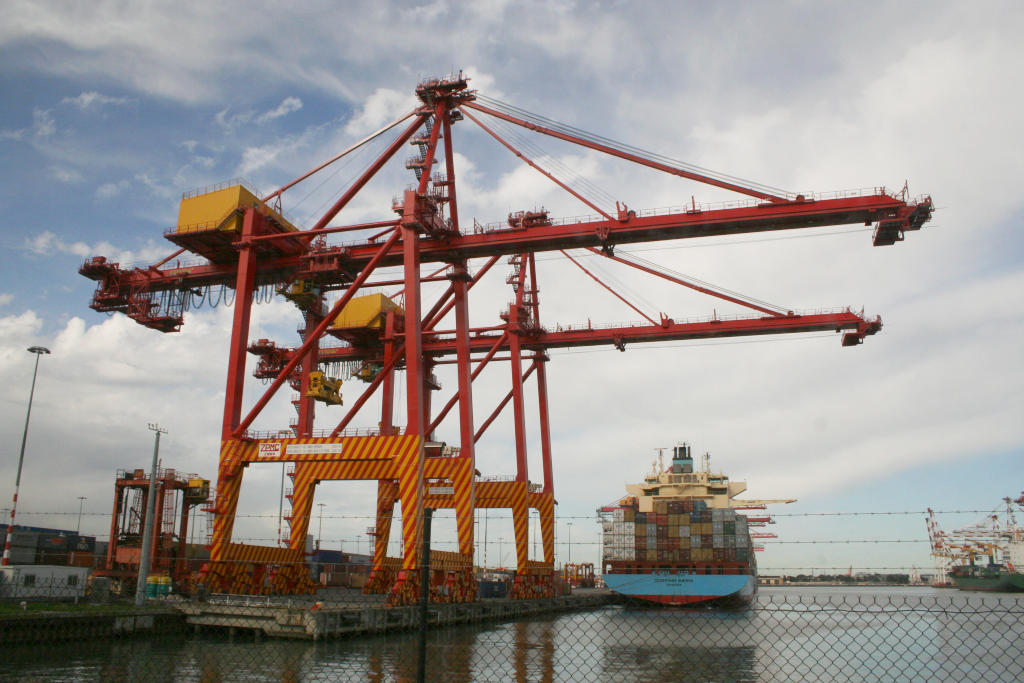
メルボルン港のコンテナクレーンと船

2006年時点で、オーストラリアには、1,000トン以上の船隊が53隻ある。オーストラリアの港の間の貨物を運ぶための外国籍の船の使用は、単一旅行許可書 (SVP) または連続旅行許可書 (CVP) のいずれかと共に許可組織のもと許される。1996年から2002年にかけて、許可の出された回数は、約350パーセント増加した。
近年、オーストラリア籍の船は、大幅に減っており、1996年の75隻から2007年には40隻未満となり、2009年までに30隻に近づいた。海洋連盟は、この減少を、外国船が沿岸貿易を行うことを可能にしたハワード政権の海運政策の責任とした。また、地方が運営する船が、便宜置籍船として、オーストラリア籍から外国籍に変え、オーストラリアの水夫の月給の約半分で外国の船員を雇ったこともあった。このような動きは、ハワード政権によって支援されたが、海洋連盟及びオーストラリア労働組合委員会から反対を受けた。船の海外への登録は、船での所得が、オーストラリアの企業課税法に従わないことを意味する。

## 空港
主なオーストラリアの航空会社：
- カンタス航空
  - ジェットスター航空 (子会社)
- ヴァージン・オーストラリア
- タイガー・エアウェイズ・オーストラリア

1976年からのオーストラリアへの月間到着乗客数

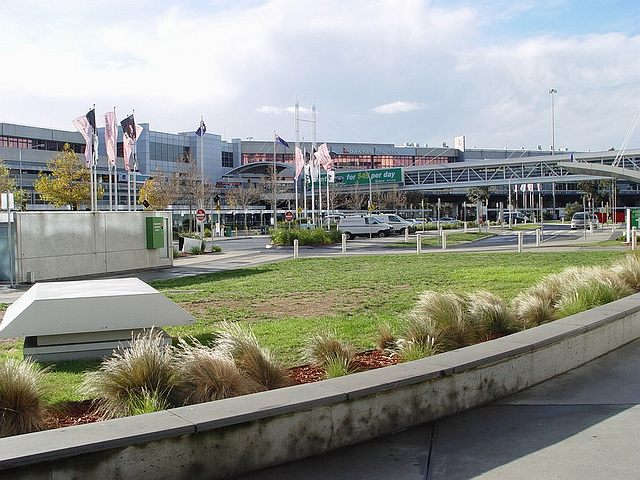
メルボルン空港

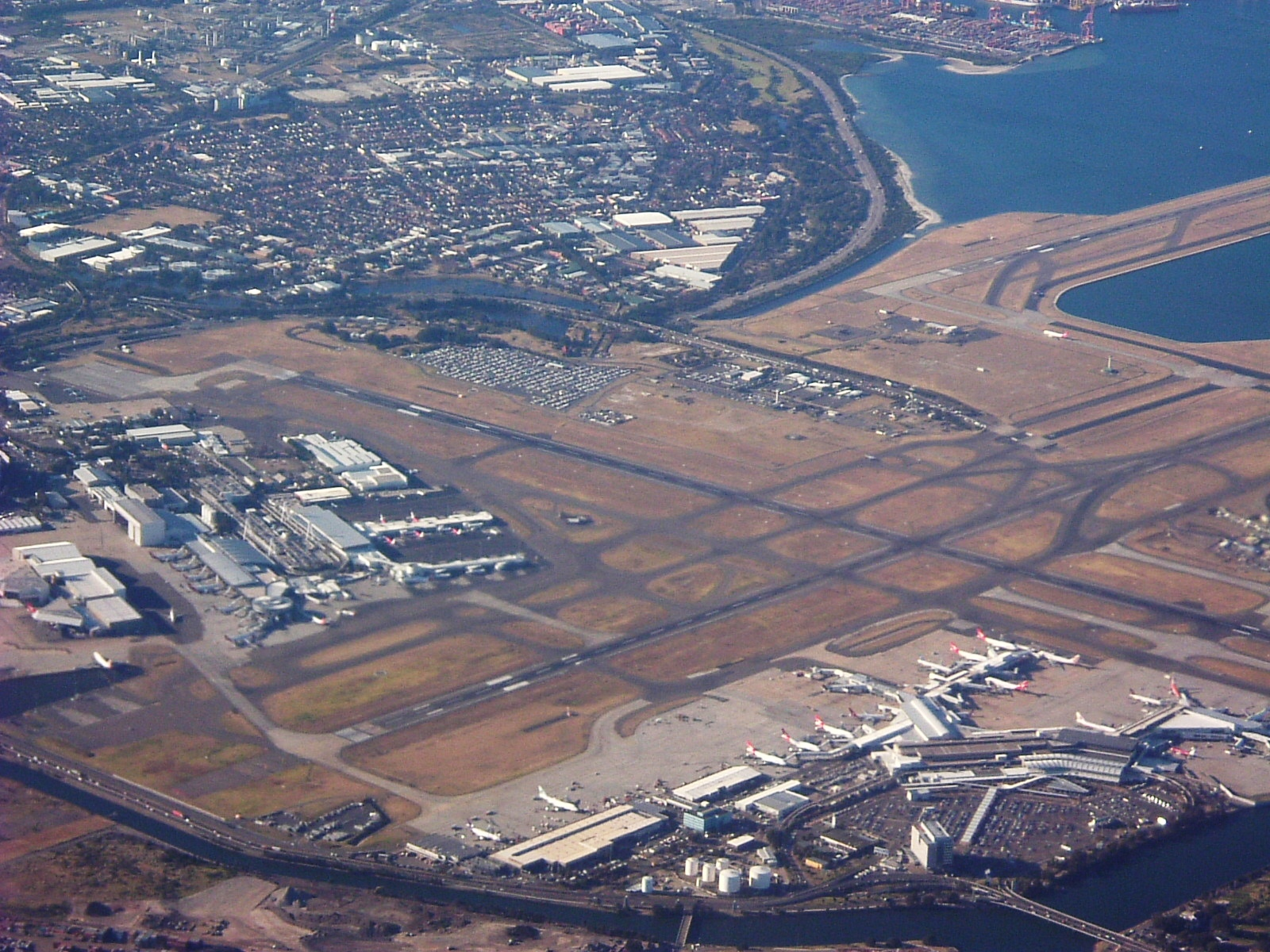
シドニー空港

オーストラリアには、舗装または未舗装の空港が数多く存在する。2004年の推計では、448の空港が存在する。オーストラリアで最も忙しい空港は、以下のとおり。
1. シドニー国際空港 - ニューサウスウェールズ州、シドニー（SYD）
2. メルボルン空港 - ビクトリア州、メルボルン（MEL）
3. ブリスベン空港 - クイーンズランド州ブリスベン（BNE）
4. パース空港 - 西オーストラリア州パース（PER）
5. アデレード空港 - 南オーストラリア州アデレード（ADL）
6. ゴールドコースト空港 - クイーンズランド州ゴールドコースト（OOL）
7. ケアンズ国際空港 - クイーンズランド州ケアンズ（CNS）
8. キャンベラ国際空港 - オーストラリア首都特別地域、キャンベラ（CBR）
9. ホバート国際空港 - タスマニア州、ホバート（HBA）
10. ダーウィン国際空港 - ノーザンテリトリー（DRW）
11. タウンズビル空港 - クイーンズランド州、タウンズビル

### 滑走路が舗装されている空港
合計: 305
- 3,047 m (10,000 ft) 以上: 10
- 2,438〜3,047 m (8,000〜10,000 ft): 12
- 1,524〜2,437 m (5,000〜8,000 ft): 131
- 914〜1,523 m (3,000〜5,001 ft): 139
- 914 m (3,000 ft) 未満: 13 (2004年推計)

### 滑走路未舗装の空港
合計: 143
- 1,524〜2,437 m (5,000〜8,000 ft): 17
- 914〜1,523 m (3,000〜5,000 ft): 112
- 914 m (3,000 ft) 未満: 14 (2004年推計)

出典:
sourced from CIA World Fact Book https://www.cia.gov/library/publications/the-world-factbook/index.html

## 環境への影響
オーストラリアの交通の環境に対する影響は大きい。2009年には、オーストラリア全ての温室効果ガス排出量の15.3%が交通から排出された。1990年から2009年にかけて、交通の排出量は34.6%増加し、これは、静止エネルギーの排出に次いで2番目に高い増加率である。
オーストラリアは、化石燃料エネルギーの補助金が人為的に低く保たれており、化石燃料の使用増加から温室効果ガス排出量が増加している。オーストラリアのエネルギー・レギュレーター及びニューサウスウェールズ州の独立価格、調整裁判所のような州代理機関は、電気料金の設定を規制しており、これによって生産・消費者のコストを低下させている。